# Megadytes magnus
Megadytes magnus är en skalbaggsart som beskrevs av Trémouilles och Franz Ewald Theodor Bachmann 1980. Megadytes magnus ingår i släktet Megadytes och familjen dykare. Inga underarter finns listade i Catalogue of Life.